# کریستین مک‌وی
کریستین مک‌وی (به انگلیسی: Christine McVie؛ زادهٔ ۱۲ ژوئیهٔ ۱۹۴۳ – درگذشتهٔ ۳۰ نوامبر ۲۰۲۲) یک موسیقی‌دان اهل بریتانیا بود. او عمدتاً به‌عنوان خواننده و نوازنده کیبورد با گروه فلیتوود مک شناخته می‌شد.
او که عضو چندین گروه موسیقی در اواسط دهه ۱۹۶۰در صحنه در گروه بلوز بریتانیا بود، به ویژه کلبه مرغ، در سال ۱۹۶۸ شروع به نواختن با گروه فلیتوود مک کرد، ابتدا به‌عنوان یک نوازنده قراردادی و سپس در سال ۱۹۷۰ به‌طور رسمی به‌عنوان یک ترانه‌سرا به گروه فلیتوود پیوست. در ۱۹۷۱، او در اولین آهنگش در چهارمین آلبوم گروه بازی‌های آینده ظاهر شد.

## مرگ
مک وی پس از یک بیماری کوتاه، در ۳۰ نوامبر ۲۰۲۲ در سن ۷۹ سالگی در بیمارستان درگذشت. خانواده مک وی از طریق رسانه‌های اجتماعی درگذشت او را اعلام کردند. فلیتوود مک در بیانیه‌ای پس از مرگ او گفت که او «بهترین نوازنده‌ای است که هر کسی می‌تواند در گروه خود داشته باشد و بهترین دوستی است که هر کسی می‌تواند در زندگی خود داشته باشد.» استیوی نیکس، یکی از اعضای گروه فلیتوود مک، در بیانیه‌ای پس از مرگ، مک‌وی را «بهترین دوست خود در کل جهان» خواند.